# سازمان ملل متحد

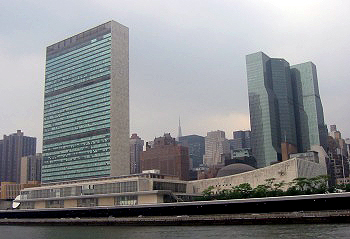
ساختمان مرکزی سازمان ملل در منهتن، نیویورک

سازمان ملل متحد (UN) (به انگلیسی: United Nations) یک سازمان بین‌دولتی برای حفظ امنیت بین‌الملل و صلح جهانی، گسترش روابط دوستانه میان کشورها و رسیدن به همکاری و هماهنگی در عملکرد ملت‌ها است. سازمان ملل، بزرگ‌ترین، معروف‌ترین و قدرتمندترین سازمان بین‌دولتی در جهان است. اعضای این سازمان تقریباً شامل همه کشورهای مستقلی می‌شود که از نظر قوانین بین‌المللی به رسمیت شناخته شده‌اند. تنها واتیکان که عضویت در سازمان ملل را نپذیرفته و تایوان (جمهوری چین) که عضویتش پس از عضویت جمهوری خلق چین لغو شد، در سازمان ملل متحد عضو نیستند. مقر سازمان ملل متحد در نیویورک و دیگر دفترهای رسمی آن در ژنو، نایروبی، وین و لاهه قرار دارد.
سازمان ملل، پس از پایان جنگ جهانی دوم، به هدف جلوگیری از جنگ در آینده، جایگزین جامعه ملل شد. در ۲۵ آوریل ۱۹۴۵، ۵۰ کشور در سانفرانسیسکو، تهیه پیش‌نویس منشور سازمان ملل را آغاز کردند که در ۲۵ ژوئن همان سال به تصویب اعضا رسید. از ۲۴ اکتبر ۱۹۴۵، سازمان ملل با عضویت ۵۱ کشور شروع به‌کار کرد. سازمان و روال حاکم بر فعالیت آن نشان از شرایط جهانی پس از جنگ دوم دارد.
سازمان ملل دارای شش ارگان اصلی است: مجمع عمومی، شورای امنیت، شورای اقتصادی و اجتماعی، شورای قیمومت، دیوان بین‌المللی دادگستری و دبیرخانه. علاوه بر این، نظام سازمان ملل متحد شامل سازمان‌های تخصصی، توافقنامه‌ها و برنامه‌های جهانی مانند گروه بانک جهانی، سازمان جهانی بهداشت، برنامه جهانی غذا، یونسکو و یونیسف است. شورای امنیت، نیرومندترین نهاد سازمان ملل، پنج عضو دائمی دارد که در تصمیمات این شورا، حق وتو دارند.

## تاریخچه
اصطلاح «ملل متحد» را نخستین بار فرانکلین روزولت، رئیس‌جمهور آمریکا در جریان جنگ جهانی دوم برای اشاره به متفقین بکار برد. نخستین کاربرد رسمی این اصطلاح در بیانیه اول ژانویه ۱۹۴۲ ملل متحد بود که در آن متفقین از مفاد منشور آتلانتیک پشتیبانی و اعلام کرده‌بودند که از صلح جداگانه با نیروهای محور خودداری خواهند کرد.
اندیشه ایجاد سازمان ملل متحد در کنفرانس‌های مسکو، قاهره و تهران در سال ۱۹۴۳ دقیق‌تر شد. از اوت تا اکتبر ۱۹۴۴ نمایندگان آمریکا، شوروی، بریتانیا، فرانسه و جمهوری چین در کنفرانس دامبارتن اوکس در واشینگتن دی. سی، بر روی برنامه‌های تشکیل سازمان ملل کار کردند. بیشتر بحث‌های این کنفرانس در مورد نقش اعضای سازمان و شرایط دعوت از آن‌ها بود. سپس در آوریل ۱۹۴۵ در کنفرانس سان فرانسیسکو تکلیف حق وتو برای پنج عضو شورای امنیت تعیین شد. در پایان در ۲۴ اکتبر ۱۹۴۵ منشور ملل متحد به امضای ۵۰ کشور رسید و سازمان ملل متحد رسماً تشکیل شد (لهستان در کنفرانس شرکت نداشت ولی جایی برای آن در نظر گرفته شد و سپس منشور را امضا کرد).

## عضویت در سازمان
در سال ۲۰۰۶، ۱۹۳ کشور عضو سازمان ملل بوده‌اند (واپسین کشور عضو سودان جنوبی می‌باشد) که تقریباً همه کشورها را دربر می‌گیرد. از جمله کشورهای مهم غیرعضو می‌توان به جمهوری چین (تایوان) اشاره کرد که کرسی آن در سال ۱۹۷۱ به کشور جمهوری خلق چین داده شد. سریر مقدس (اسقف‌نشین شهر رم) نیز فقط عضو ناظر این سازمان است. از عضویت‌های پر سر و صدا نیز می‌توان به عضویت فلسطین که با سخنرانی یاسر عرفات در محل مجمع عمومی انجام گرفت اشاره کرد. پس از هجوم طالبان (۱۴۰۰)، طالبان به عنوان نماینده افغانستان در این سازمان عضویت ندارد و تلاش‌های طالبان برای حضور در این سازمان بی‌نتیجه بوده است.

## ستاد سازمان ملل
ساختمان ستاد فعلی سازمان در نیویورک و طی سال‌های ۱۹۴۹ و ۱۹۵۰ در کنار ایست ریور بنا شده است. زمین این ملک را جان دی. راکفلر جونیوربه قیمت ۵/۸ میلیون دلار خریداری کرد و فرزندش نلسون راکفلر را به عنوان مشاور عالی سازنده بنا در سال ۱۹۴۶ منصوب کرد و آن را به سازمان ملل اهدا نمود.
گروهی از معماران بین‌المللی طراحی آن را انجام داده و تأیید کردند که از جمله آن‌ها می‌توان به می کی بوزیر سوئیسی و اسکار نیمیر برزیلی و برخی از نمایندگان سایر کشورها اشاره کرد. رهبری این تیم معماری به عهده والاس هریسون بود. در مورد رهبری وی هنوز هم مناقشاتی وجود دارد. این ستاد به‌طور رسمی در ۱۹ ژانویه ۱۹۵۱ افتتاح گردید. با وجودی که مقر اصلی سازمان ملل در نیویورک واقع شده است، نهادهای مهم وابسته به آن در لاهه، ژنو، وین، مونترال، کپنهاگ، بن و رم دایر شده‌اند.
دفاتر سازمان ملل از شخصیت حقوقی مجزایی برخوردار نیستند ولی از جهاتی دارای برخی استقلال‌ها هستند. برای مثال بر اساس موافقت رسمی کشورهای میزبان، مدیریت پستی سازمان ملل متحد می‌تواند اقدام به چاپ تمبر برای مراسلات محلی نماید. از سال ۱۹۵۱ دفتر اصلی سازمان ملل، از سال ۱۹۶۹ دفتر ژنو، و از سال ۱۹۷۹ دفتر وین مجاز به چاپ تمبر برای خود شده‌اند. همچنین سیستم ارتباط دور سازمان ملل نیز مستقل عمل می‌کند و هر یک از مقرهای ژنو، نیویورک و وین اینک به‌طور غیررسمی در تلاش برای راه‌اندازی رادیوی مستقل سازمان ملل هستند.
به مرور زمان بنای اصلی رو به فرسودگی نهاده و بنا بر اِین مقرر شده طراحی ساختمان موقت جدیدی توسط فومی هلیکو ماکی در بین خیابان‌های ۴۱ و ۴۲ در بزرگراه اول منهتن آغاز شود تا ساختمان فعلی گسترش یافته و ترمیم شود.
دفتر سازمان ملل متحد در ژنو مقر اروپایی این سازمان است. پیش از سال ۱۹۴۹ امور اروپایی سازمان در شهرهای مختلف مثل نیویورک و لندن انجام می‌گرفت.

## امور مالی سازمان ملل
بودجه سازمان را کشورهای عضو بر اساس مشارکت‌های داوطلبانه و برنامه‌ریزی شده تأمین می‌کنند. دبیرخانه سازمان ملل بر اساس ارزیابی‌های موسسات مالی حرفه‌ای بودجه ۲ سالانه سازمان را تعیین و سهم هر کشور را اعلام می‌نماید. طرح بودجه به مجمع عمومی ارائه می‌شود. مجمع عمومی بودجه را تصویب و به کشورها ابلاغ می‌نماید. معیار محاسبه سهم کشورها تولید ناخالص ملی هر کشور است. به این ترتیب سهم اصلی را در تأمین بودجه سازمان کشورهای پرجمعیت و پیشرفته صنعتی دارند و کشورهای کوچک و جهان سومی بخش ناچیزی از هزینه‌های سازمان ملل را پرداخت می‌کنند.
مجمع سقف خاصی را برای پرداخت هر کشور در نظر گرفته است. در دسامبر سال ۲۰۰۰ در نظام تعیین بودجه تغییراتی حاصل شد و شرایط جهانی کشورها را هم در آن دخیل نمودند و سقف پرداخت بودجه از ۲۵ درصد به ۲۲ درصد کاهش دادند. ایالات متحده تنها کشوری است که مشمول این سقف پرداخت می‌شود که البته طبق برآوردها بالغ بر صدها میلیون دلار به سازمان ملل بدهکار است. طبق ارزیابی‌های سال ۲۰۰۰ مهم‌ترین کشورهای تأمین‌کننده بودجه سازمان ملل برای سال ۲۰۰۱ عبارتند از: ژاپن (با ۶۳/۱۹ درصد)، آلمان با (۸۲/۹ درصد)، بریتانیا با (۵۷/۵ درصد)، ایتالیا با (۰۹/۵ درصد)، کانادا با (۵۷/۲ درصد)، اسپانیا با (۵۳/۲) درصد، و برزیل با (۳۹/۲) درصد.
بودجه برنامه‌های خاص سازمان ملل که در بودجه معمول در نظر گرفته نمی‌شوند (مثلاً یونیسف یا صندوق توسعه انسانی ملل متحد از محل مشارکتهای داوطلبانه دولت‌ها تأمین می‌گردد. برخی از این کمک‌ها به صورت اهدای محصولات کشاورزی به مردم قحطی زده است ولی عمدتاً کمک‌های مالی هستند.
سازمان ملل بخش عمده‌ای از نیاز خود به خدمات بانکی را از طریق بانک جی‌پی مورگان چیس برآورده می‌کند.

## اهداف و فعالیت‌ها
بخش زیادی از فعالیت‌های سازمان ملل در دسته‌بندی کلی «توسعه» قرار می‌گیرد. این شامل کارهایی مانند کاهش فقر، امنیت غذایی، تغییرات اقلیمی، برابری جنسیتی، مسکن، آموزش، اشتغال، زیرساخت، کاهش ریسک بلایا، بهداشت و واکنش اضطراری، آب و بهداشت محیط، ایمنی و پیشگیری از جرم، حکمرانی خوب، و توسعه دوران کودکی است.

### کنفرانس‌های بین‌المللی
کشورهای عضو سازمان ملل و آژانس‌های تخصصی آن به ارائه راهنمایی‌ها و اتخاذ تصمیماتی در جلسات سالانه و دوره‌ای خود می‌پردازند. اداره‌کنندگان جلسات از مجمع عمومی، شورای اقتصادی و اجتماعی و شورای امنیت و حتی همتایان این مجامع در سایر نهادهای وابسته به سازمان ملل هستند؛ مثلاً مجمع بهداشت جهانی و هیئت اجرایی بر سازمان بهداشت جهانی نظارت می‌کنند.
وقتی مسئله مهمی بروز کند مجمع عمومی با برگزاری گردهمایی بین‌المللی توجه جهانیان را به آن جلب کرده و دربارهٔ نوع اقدام اجماع جهانی برای همکاری را به‌دست می‌آورد. از جمله این مسایل می‌توانیم به موارد زیر اشاره کنیم:

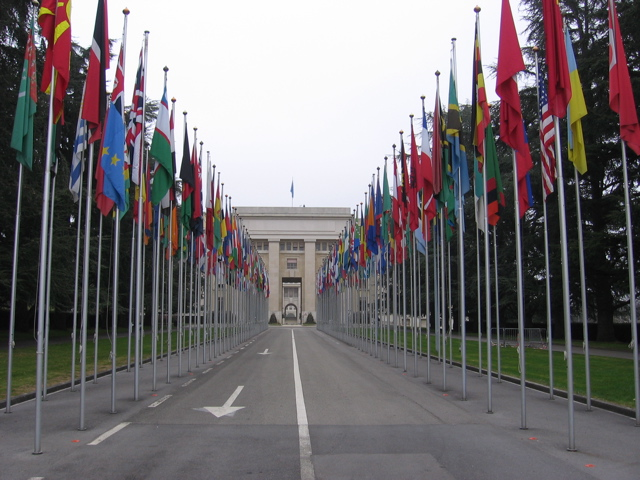
مقر اروپایی سازمان ملل در ژنو - سوئیس

- کنفرانس سازمان ملل در مورد محیط زیست و توسعه (کنفرانس زمین) در ریودو ژانیرو برزیل در ژوئن ۱۹۹۲ که به تشکیل کمیسیون توسعه پایدار انجامید تا نتایج کار در دستور جلسه ۲۱ یا همان متن نهایی توافق بین دولت‌ها در کنفرانس سازمان ملل در مورد محیط زیست و توسعه را پیگیری نماید.
- کنفرانس بین‌المللی جمعیت و توسعه در قاهره مصر در سپتامبر ۱۹۹۴ که به تصویب برنامه عملکرد در جهت حل چالش‌های روابط جمعیت و توسعه در ۲۰ سال آینده منجر شد.
- کنفرانس چهارم جهانی زنان در پکن، چین در سپتامبر ۱۹۹۵ که خواستار تسریع اجرای توافقنامه‌های تاریخی کنفرانس سوم جهانی زنان شد.
- کنفرانس دوم سازمان ملل در مورد مناطق مسکونی که در ژوئن ۱۹۹۶ در استانبول ترکیه که مسائل مربوط به توسعه اسکان بشر و مدیریت آن در قرن ۲۱ را بررسی کرد.

### سال‌ها و ایام بین‌المللی
سازمان ملل سال‌ها را با نام‌های بین‌المللی مشخص نموده و هماهنگی‌هایی را در این ارتباط انجام می‌دهد تا تمرکز جهانیان را معطوف مسایل مهم نماید. استفاده از نمادهای سازمان ملل که به صورت لوگو سال طراحی می‌شوند و استفاده از زیرساختارهای این سازمان برای هماهنگی در واکنش به موضوعات جهانی سبب می‌شوند تا رسیدگی به برخی مسایل مهم جای شتاب بیشتری بگیرد. از جمله این رویکردها می‌توان به موارد زیر اشاره کرد:
- سفیر حسن نیت یونیسف
- مراکز میراث جهانی یونسکو
- سفیر حسن نیت کمیساریای عالی سازمان ملل متحد برای پناهندگان (UNHCR)

### کنترل تسلیحات و خلع سلاح
منشور سازمان ملل در سال ۱۹۴۵ صراحتاً در پی نظام قانونمندی بود که اطمینان دهد بخش بسیار ناچیزی از درآمدها و منابع اقتصادی کشورهای جنگ زده صرف تولید تسلیحات نظامی می‌شود. ابداع سلاح‌های هسته‌ای چند هفته پس از امضای منشور و طرح موضوع کنترل تسلیحات و خلع سلاح واقع گردید. در واقع اولین قطعنامه سازمان ملل در اولین نشست مجمع عمومی در ۲۴ ژانویه ۱۹۴۶ با عنوان تأسیس کمیسیون ویژه کشف انرژی اتمی بود که خواستار ارائه راهکار جهت مقابله با توسعه سلاح‌های هسته‌ای و کلیه جنگ‌افزارهای کشتار جمعی شد.
سازمان ملل جلسات متعددی را با هدف رسیدگی به موضوعات خلع سلاح چند جانبه ترتیب داده است. مهم‌ترین آن‌ها شامل کمیته اول مجمع عمومی و کمیسیون خلع سلاح می‌باشند. مسایل مورد نظر در این کمیسیون‌ها بررسی معاهده منع آزمایش سلاح‌های کشتار جمعی، معاهده فضای بیرونی زمین، معاهده منع تولید سلاحهای شیمیایی، خلع سلاح هسته‌ای و سلاح‌های متعارف، ایجاد مناطق عاری از سلاح هسته‌ای، کاهش بودجه نظامی کشورها و تقویت امنیت بین‌الملل بودند.
کنفرانس خلع سلاح در جامعه بین‌المللی برای مذاکره بر سر توافقات چند جانبه کنترل و خلع سلاح طراحی و اجرا شد. در این کنفرانس نمایندگان ۶۶ کشور از سراسر دنیا از جمله پنج کشور دارای سلاح‌های هسته‌ای یعنی (چین، روسیه، فرانسه، انگلستان و آمریکا) حضور داشتند. این کنفرانس رسماً زیر نظر سازمان ملل نبود ولی از آنجا که دبیرکل در آن حضور داشت به نوعی به سازمان ملل مرتبط گردید. دبیرکل سازمان ملل ریاست کنفرانس را نیز بر عهده داشت. قطعنامه‌های مجمع عمومی اغلب خواستار بررسی مسائل خلع سلاح بودند و کنفرانس نیز همه ساله گزارش تحقیقات خود را به مجمع ارائه می‌کرد.

### حفظ صلح
- قطعنامه‌های مهم شورای امنیت – به ترتیب سال صدور:
- قطعنامه‌های شورای امنیت بر اساس کشور:
  - قبرس: 
  - عراق: 
  - کشمیر: 
  - کوزوو: 
  - سودان، دارفور: 
  - فلسطین: 
  - لبنان:

حافظان صلح سازمان ملل به مناطق مختلفی که درگیری نظامی بتازگی متوقف شده اعزام می‌شوند تا توافقنامه‌های صلح را اجرا و طرفین درگیر را از شروع دوباره مخاصمات بازدارند؛ مثلاً آنان در تیمور شرقی تا اعلام استقلال در سال ۲۰۰۱ حضور داشتند. کشورهای عضو سازمان نیروهای مورد نیاز را تأمین می‌کنند و ارسال نیرو به هر عملیات جنبه داوطلبانه دارد. در این بین دو کشور کانادا و پرتغال در همه عملیات‌های حفظ صلح حضور داشته‌اند. سازمان ملل عملیات نظامی مستقلی انجام نمی‌دهد و تمام عملیات آن باید با تصویب شورای امنیت باشد.
مؤسسان سازمان ملل امیدوار بودند که این سازمان مانع وقوع جنگ بین کشورها شود؛ ولی این امید چندان جامه عمل نپوشید. در ایام جنگ سرد از سال (۱۹۴۵ تا ۱۹۹۱) دنیا به دو اردوگاه متخاصم تقسیم و حفظ صلح بسیار دشوار شد. با پایان جنگ سرد، سازمان ملل مجدداً به عنوان بانی ایجاد صلح در دنیا قوت دوباره‌ای گرفت و در حل و فصل اختلافات در سراسر دنیا فعال شد. اما فروپاشی اتحاد جماهیر شوروی سبب شد تا ایالات متحده در موضع تنها ابرقدرت جهان قرار گیرد و چالش‌های جدیدی را برای سازمان ملل رقم بزند.
بودجه عملیات حفظ صلح سازمان ملل از کشورهای عضو و بر اساس معیارهای مدون تأمین می‌شود. البته بخش زیادی از این بودجه را پنج عضو شورای امنیت فراهم می‌آورند. در دسامبر سال ۲۰۰۰ در روند ارزیابی سهم هر کشور تغییراتی ایجاد شد و مقرر گردید هر شش ماه یکبار این معیارها مورد بررسی دوباره قرار بگیرند. طبق این ارزیابی‌ها در سال ۲۰۰۳ حدود ۲۷ درصد بودجه کل سازمان به عملیات‌های حفظ صلح اختصاص می‌یافت. ایالات متحده خواستار سهم کمتر خود در این پروژه‌ها بود و پرداخت سهم خویش و پرداخت دیون معوقه خود را منوط به تصویب کنگره آمریکا می‌دانست.
نیروهای حافظ صلح سازمان ملل در سال ۱۹۸۸ جایزه صلح نوبل را احراز کردند. در سال ۲۰۰۱ دبیرکل سازمان ملل، کوفی عنان، بخاطر تلاش‌هایش برای سازماندهی جهانی آرام‌تر این جایزه را به خود اختصاص داد.
سازمان ملل مدالهایی را برای اهدا به کسانی‌که معاهدات مصوب را عملی می‌سازند در نظر می‌گیرد. اولین آن‌ها مدال خدمات سازمان ملل بود که به نیروهای حاضر در جنگ کره اعطا شد. مدال ناتو نیز با استدلالی مشابه برای خدمات بین‌المللی طراحی شد و به عنوان یک مدال بین‌المللی به جای یک مدال نظامی مورد استفاده قرار گرفت.

### حقوق بشر
پیگیری مسائل حقوق بشر دلیل اصلی ایجاد سازمان ملل بود. جنگ جهانی دوم و مسایل مربوط به نسل‌کشی سبب شد تا بر سر ایجاد سازمان جدیدی که مانع وقوع تراژدی‌های مشابه در آینده اجماع جهانی به‌وجود آید. هدف اولیه نیز ایجاد یک چارچوب قانونی برای بررسی و عملکرد مناسب بر اساس شکایات در مورد تخطی از حقوق بشر بود.
منشور ملل متحد تمام اعضای سازمان ملل را ملزم به احترام و رعایت حقوق بشر می‌نماید و همه را موظف می‌داند تا برای رسیدن به این هدف تلاش کند. اعلامیه جهانی حقوق بشر فی نفسه الزام‌آور نیست و تنها یکی از مصوبات مجمع عمومی در سال ۱۹۴۸ بود که نقش یک استاندارد برای همگان را ایفا می‌کند. مجمع همواره مسایل حقوق بشر را دنبال می‌کنند.
در ۱۵ مارس ۲۰۰۶ مجمع به اتفاق آراء رأی داد که شورای حقوق بشر سازمان را جایگزین کمیسیون حقوق بشر کند.
هدف اصلی این شورا بررسی موارد نقض حقوق بشر است. همواره انتقاد شده که ترکیب اعضای شورای حقوق بشر مناسب نیست. به ویژه اینکه برخی از اعضای آن مشکوک به نقض حقوق بشر هستند. حتی کشورهایی که ریاست کمیسیون را برعهده داشته‌اند.
در حال حاضر هفت مجمع وابسته به مجامع معاهده حقوق بشر وجود دارد. از جمله کمیته حقوق بشر و کمیته حذف تبعیض علیه زنان. سرویس‌های دبیر خانه‌ای به شش مجمع خدمات‌رسانی می‌کند و کمیساریای عالی حقوق بشر مسئولیت این سرویس‌رسانی را به عهده دارد.
سازمان ملل و آژانس‌های آن محوریت اجرای اصول اعلامیه جهانی حقوق بشر را به عهده دارند. یکی از وظایف این آژانس‌ها کمک به کشورهایی است که فرایند گذر به سوی دموکراسی را تجربه می‌کنند. سازمان ملل کمک فراوانی به برگزاری انتخابات در کشورهای کم تجربه و کم سابقه در جریان دموکراسی نموده است از جمله در افغانستان و تیمور شرقی.
همچنین سازمان ملل مجمعی برای پشتیبانی از حقوق زنان در عرصه‌های سیاسی اقتصادی و اجتماعی در کشورهایشان تشکیل داده است و تلاش می‌کند توجه عمومی را به این حقوق جلب نماید. حتی قطعنامه‌ای در مورد سوء استفاده از این حقوق در خود مجمع عمومی یا شورای امنیت یا مجامع قضایی وابسته صادر کرده است.
در اوایل سال ۲۰۰۶ مجمع ضد شکنجه پیشنهاد بستن زندان گوانتانامو را ارائه کرد و آمریکا را به خاطر اداره کردن یک زندان مخفی و انتقال اتباع خارجی به آن به شدت مورد انتقاد قرار داد. برخی از گروه‌های حقوق بشر و اعضای حزب جمهوری‌خواه ایالات متحده اعلام کردند که سیا اجازه نمی‌دهد نظارتی بر این زندان اعمال شود یا زندان را تعطیل نمایند.

### کمک‌های انسان دوستانه و توسعه بین‌المللی
سازمان ملل در کنار دیگر سازمان‌ها مثلاً صلیب سرخ به تأمین غذا، آب آشامیدنی، مامن و دیگر کمک‌های بشردوستانه به مردمانی می‌پردازد که از قحطی و جنگ و سایر بلایا به زحمت افتاده‌اند. بازوان اصلی سازمان ملل در راه کمک‌رسانی به مردم عبارتند از برنامه جهانی غذا (که بیش از ۱۰۰ میلیون نفر را در ۸۰ کشور پوشش داده است)، کمیساریای عالی پناهندگان که در ۱۱۶ کشور فعالیت دارد و نیز پروژه‌های حفظ صلح که در ۲۴ کشور دنیا به اجرا درآمده است. گاهی نیروهای امدادی سازمان ملل مورد حمله قرار گرفته‌اند.
همچنین سازمان ملل به پشتیبانی از توسعه اقتصادی پرداخته است؛ مثلاً از طریق تدوین فرمول اهداف توسعه هزاره. برنامه توسعه سازمان ملل (UNDP) بزرگ‌ترین منبع ارائه کمک‌های فنی در جهان است. سازمان‌هایی چون برنامه مشترک ملل متحد در زمینه ایدز، WHO و صندوق جهانی مبارزه با ایدز، سل و مالاریا از موسسات پیشگام در مبارزه با بیماری‌ها در سراسر دنیا سرویس‌های کنترل جمعیت هستند و در کاهش مرگ و میر کودکان و مادران در ۱۰۰ کشور نقش فعالی داشته‌اند.
سازمان ملل همه ساله اقدام به انتشار شاخص توسعه انسانی (HDI) می‌کند که در آن بر اساس شاخص‌های رفاهیٰ اقتصادی و بهداشتی مانند سطح فقر، میانگین درآمد، میزان باسوادی، و امید به زندگی به مقایسه سطح توسعه در کشورهای مختلف می‌پردازد.
سازمان ملل به کمک دوایر و نهادهای مختلف خود به توسعه انسانی پرداخته است:
- سازمان بهداشت جهانی (WHO) که در سال ۱۹۷۷ آبله را ریشه کن نموده و فلج اطفال را هم تا مرز ریشه کنی پیش برده است.
- بانک جهانی / صندوق بین‌المللی پول (IMF): طبق توافقنامه برتون وودز در سال ۱۹۴۴، دو نهاد بانک جهانی و IMF به عنوان دو سیستم جداگانه از سازمان ملل فعالیت می‌کنند. در سال ۱۹۴۷ به موجب موافقتنامه‌ای اعلام شد که موسسات وابسته به سازمان ملل به صورت مستقل و تخصصی فعالیت‌های مالی و پولی خود را در چارچوب این سازمان و با نظارت آن به انجام رسانند.
- برنامه محیط زیست سازمان ملل متحد (UNEP)
- برنامه عمران سازمان ملل متحد (UNDP)
- سازمان تربیتی علمی فرهنگی ملل متحد (UNESCO)
- صندوق کودکان سازمان ملل متحد (UNICEF)
- کمیساریای عالی سازمان ملل در امور پناهندگان (UNHCR)

در ۹ مارس سال ۲۰۰۶ کوفی عنان دبیرکل سازمان ملل صندوق مرکزی واکنش سریع CERE را برای کمک به قحطی زدگان شاخ آفریقا تأسیس کرد.
همچنین یک آژانس به عنوان شورای جهانی غذا با هدف هماهنگی وزرای کشاورزی کشورها تأسیس شد تا به کشورهای قحطی زده و دارای سوء تغذیه کمک کنند. در سال ۱۹۹۳ این آژانس به حالت تعلیق درآمد.

### معاهدات و قانون بین‌الملل
مذاکرات سازمان ملل در قالب معاهده به پیشگیری از مشاجرات بین‌المللی منجر می‌شوند. مثل کنوانسیون قانون یا هر گونه اختلافی در مورد کاربرد آزاد اقیانوس‌ها در دادگاه ویژه مورد حل و فصل قرار بگیرد.
دادگاه بین‌المللی (ICJ) با هدف حل و فصل مشاجرات بین کشورها تأسیس شده است و از سال ۱۹۴۶ تاکنون مرجع رسیدگی به دعاوی مهمی به شرح زیر بوده است:
جمهوری دموکراتیک کنگو در برابر فرانسه که در آن [ فرانسه را به بازداشت غیرقانونی رؤسای ایالتی کنگو و جرائم جنگی متهم نمود؛ و دعوی نیکاراگوئه در برابر ایالات متحده که در این دعوی نیکاراگوئه ایالات متحده را متهم نمود که نیروهای معارض حکومت را مجهز کرده است (در پی این دعوی شاهد طرح دعوی ایران در مورد تجهیز معارضان توسط آمریکا بودیم).
در سال ۱۹۹۳ و در پاسخ به رویه «پاکسازی قومی» در یوگسلاوی سابق دبیرکل سازمان ملل دادگاه رسیدگی به جرایم نظامی در یوگسلاوی سابق را دایر کرد. در سال ۱۹۹۴ در قبال جریان نسل‌کشی در روآندا این شورا دیوان رسیدگی به جرائم در روآندا را تأسیس کرد. قلمرو قضایی این دو دادگاه بررسی و روشن کردن موارد نقض قوانین بین‌المللی که جرم محسوب می‌شدند بوده است.
- در سال ۱۹۱۸ مجمع عمومی کنفرانسی در رم برگزار کرد و بررسی تأسیس دیوان بین‌المللی کیفری پرداخت و در پی آن طرح رم به تصویب رسید و این دادگاه در سال ۲۰۰۲ تأسیس و اولین پرونده در سال ۲۰۰۶ به آن ارجاع گردید. این اولین مورد رسیدگی به اتهامات و تخلفات جنگی و نسل‌کشی در یک مرجع دائمی جهانی بود. اما دیوان بین‌المللی کیفری مستقل از سازمان ملل عمل می‌کند و پرسنل و بودجه‌ای اختصاصی دارد اگر چه در راه شکل‌گیری آن مقامات سازمان ملل و سران دولت‌ها دخالت مستقیم داشته‌اند. در مورد نحوه اداره این نهاد و همکاری‌های متقابل دیوان بین‌المللی کیفری و سازمان ملل «توافق کامل و دوجانبه» حاصل شده است.
- در سال ۲۰۰۲ سازمان ملل دادگاه ویژه سیرالئون را بخاطر جنایات جنگی در آن کشور برگزار نمود جنگ‌های داخلی سیرالئون

همچنین برای رسیدگی به جرائم شدید در تیمور شرقی واحد SCIU تشکیل شد.

### زیرمجموعه‌ها، آژانس‌ها و سازمان‌های وابسته
- یونسکو
- سازمان بازدارندگی از به‌کارگیری جنگ‌افزارهای شیمیایی
- آژانس بین‌المللی انرژی اتمی
- سازمان منع تجارت بین‌المللی گونه‌های در حال انقراض[۱۱] (سایتس)
- کمیساریای عالی سازمان ملل برای پناهندگان
- صندوق جمعیت سازمان ملل متحد

## اصلاحات
در سالیان اخیر تقاضای اصلاحات در سازمان ملل شدت گرفته است. البته این تقاضاها خیلی واضح و مشخص نبوده‌اند و اجماع نظری در مورد نحوه اصلاحات وجود نداشته است. عده‌ای خواستار ایفای نقش جدی و مؤثرتر سازمان ملل در امور جهانی شده‌اند. عده‌ای معتقدند که کار سازمان باید به کمک‌های بشر دوستانه محدود شود و عده زیادی خواستار عضویت در شورای امنیت و تغییر موقعیت ژئوپلتیک آن شده‌اند (یعنی اضافه شدن اعضایی از آفریقا، آمریکای جنوبی و آسیا). در سال‌های ۲۰۰۴ و ۲۰۰۵ موضوع سوء استفاده از برنامه نفت در برابر غذا در عراق در دوران صدام حسین لزوم اصلاحات را تشدید نمود.
یک برنامه اصلاحی رسمی از سوی کوفی عنان دبیرکل سازمان ملل اندکی پس از صدارت وی بر سازمان در اول ژانویه ۱۹۷۷ به اجرا گذاشته شد. این اصلاحات شامل تغییر عضویت دائمی در شورای امنیت، (که همچنان نماد روابط قدرت در سال ۱۹۴۵ است)، شفاف تر ساختن بوروکراسی و ایجاد حس مسئولیت‌پذیری بِیشتر در میان اعضا، دموکراتیک تر ساختن سازمان ملل و اعمال تعرفههای مناسب به شرکت‌های مهمات و جنگ افزارسازی در سراسر دنیا است.
در سپتامبر سال ۲۰۰۵ سازمان ملل یک جلسه جهانی در سال ۲۰۰۵ برگزار کرد که طی آن سران اکثر کشورهای عضو در شصتمین جلسه مجمع عمومی گرد آمدند. سازمان ملل این جلسه را «فرصت بسیار نادر در اتخاذ تصمیمات مهم در حوزه‌های توسعه، امنیت حقوق بشر و اصلاحات در سازمان ملل» نامید. کوفی عنان پیشنهاد کرد که در مورد اصلاحات سازمان ملل و گریز از تنگنای اعمال سیستم‌های بین‌المللی صلح و امنیت حقوق بشر و توسعه به توافقات مهمی دست یافته‌اند و چالش‌های اساسی پیش روی سازمان ملل در قرن ۲۱ را ارزیابی و بررسی نموده‌اند. رهبران و سران کشورهای دنیا بر سر موارد زیر به توافق دست یافته‌اند:
- ایجاد کمیسیون صلح برای ارائه مکانیزم محوری در جهت کمک به کشورهای خارج شده از درگیری.
- توافقی که جامعه بین‌المللی را محق می‌سازد وقتی دولت‌ها نتوانند اجرای قوانین را عملی سازند تا از شهروندان مظلوم خود دفاع کنند وارد عمل شوند.
- شورای حقوق بشر (که در ۹ می تصویب و در ۱۹ ژوئن عملیاتی گردید)[۱۳]
- یک توافق برای اختصاص منابع بیشتر به سرویس‌های سازمان ملل
- توافقنامه‌های مختلف برای صرف میلیاردها دلار بیشتر در راستای نیل به اهداف توسعه هزاره.
- محکوم‌سازی روشن و صریح تروریسم در تمام اشکال آن
- صندوق دموکراسی.
- توافق بر سر تشکیل شورای معتمدین برای تکمیل مأموریت.[۱۴]

اگر چه کشورهای عضو سازمان ملل در راه اصلاح نظام بوروکراسی سازمان ملل به موفقیت چندانی دست نیافتند ولی عنان همچنان بر انجام اصلاحات در حوزه اختیارات خود ادامه داد. او یک دفتر ویژه جهت مدیریت سیاست‌های حمایتی از سیاست‌های مالی سازمان دایر کرد. در اواخر دسامبر سال ۲۰۰۵ دبیر خانه در شرف تکمیل طرح بازنگری ۵ ساله دستور جلسات مجمع عمومی بود. هدف از آن تأمین بنای تصمیم‌گیری در مورد حذف برنامه‌های تکراری و موازی بود.

## اهداف توسعه هزاره
اهداف توسعه هزاره شامل ۸ مورد است که هر ۱۹۱ کشور عضو سازمان ملل پذیرفته‌اند تا سال ۲۰۱۵ به آن‌ها برسند.
کشورهای عضو در سپتامبر ۲۰۰۰ متعهد شدند این اهداف را دنبال کنند:
1. از بین بردن جلوه‌های حاد فقر و گرسنگی.
2. نیل به تحصیلات ابتدایی در سطح دنیا.
3. پیشبرد برابری جنسیتی و توانمندسازی زنان.
4. رشد سلامت زایمان.
5. مبارزه با ایدز /HIV، مالاریا، و سایر امراض.
6. کاهش مرگ و میر نوزادان.
7. حصول اطمینان از حفظ محیط زیست.
8. توسعه مشارکت جهانی در برابر توسعه.

## موفقیت‌ها و شکست‌ها در مسائل امنیتی
بخش بزرگی از هزینه‌های سازمان ملل متوجه مأموریت اصلی این سازمان مبنی بر حفظ صلح و امنیت است. بودجه حفظ صلح سازمان برای سال مالی ۲۰۰۶–۲۰۰۵ حدود ۵ میلیارد دلار بوده است (در حالیکه بودجه کلی سازمان ملل در دیگر امور در همین مدت زمانی معادل ۵/۱ میلیارد دلار بوده است) و ۷۰۰۰۰ نیرو را در در ۱۷ مأموریت به سراسر دنیا اعزام کرده است. طبق «گزارش امنیت انسانی ۲۰۰۵» که توسط سازمان مرکز امنیت انسانی در دانشگاه بریتیش کلمبیا و با همکاری سازمان‌های دولتی و موسسات مختلف تهیه شده است، پس از دوران جنگ سرد با کاهش چشمگیر تعداد جنگ‌ها، سوء استفاده از حقوق بشر و نسل‌کشی روبرو هستیم که دلیل آن به درستی مشخص نشده است. آمارهای موجود عبارتند از:
- ۴۰ درصد کاهش درگیری خشونت‌آمیز
- ۸۰ درصد کاهش درگیری‌های منجر به کشتار
- ۸۰ درصد کاهش نسل‌کشی و از بین بردن مخالفان سیاسی
طبق گزارش انتشارات دانشگاه آکسفورد، فعالیت‌های بین‌المللی که عمدتاً تحت نظارت سازمان ملل بوده علت اصلی کاهش درگیری‌های مسلحانه پس از جنگ سرد است و البته این گزارش اشاره می‌کند که مدارک برای اثبات این مدعا فراوان هستند.
در این گزارش به چندین مورد سرمایه‌گذاری اشاره شده است:
- رشد ۶ برابری مأموریت‌های سازمان ملل در امر جلوگیری از جنگ از سال ۱۹۹۰ تا ۲۰۰۲
- رشد ۴ برابری در تلاش‌های متوقف‌سازی درگیری‌ها از سال ۱۹۹۰ تا ۲۰۰۲
- رشد ۷ برابری طراحی مکانیزم‌های «دوستی دبیرکل» " گروه‌های تماس و سایر مکانیزم‌های دولتی برای حمایت از مأموریت‌های برقراری صلح و حفظ صلح از سال ۱۹۹۰ تا ۲۰۰۲.
- رشد ۱۱ برابری اعمال محدودیت‌ها و تحریم‌های اقتصادی علیه رژیم‌های مختلف در دنیا از سال ۱۹۸۹ تا ۲۰۰۱.
- رشد ۴ برابری عملیات حفظ صلح در سال‌های ۱۹۸۷ تا ۱۹۹۹.

این تلاش‌ها نسبت به دوران جنگ سرد هم از نظر تعداد و هم گستردگی و پیچیدگی بیشتر و بزرگتر بوده‌اند.
موفقیتهای سازمان ملل در عرصه برقراری و حفظ صلح عبارتند از:
- دفتر محاسبات دولت آمریکا اعلام کرد که هزینه نیروهای حافظ صلح سازمان ملل هشت بار ارزان‌تر از ایجاد یک نیروی حافظ صلح در ایالات متحده است.[۱۷]
- مطالعه نیروهای RAND در سال ۲۰۰۵ نشان می‌دهد که نیروهای سازمان ملل در دوسوم مأموریت‌های حفظ صلح خود موفق بوده‌اند. این مطالعه مقایسه‌ای نیز بین تلاش‌های سازمان ملل و ایالات متحده داشتند و به این نتیجه می‌رسد که از بین ۸ مأموریت سازمان ملل، ۷ مورد به برقراری صلح مربوط شده‌اند و این در حالی است که در مورد آمریکا هر ۸ مأموریت نظامی، ۴ مورد به صلح انجامیده و ۴ مورد دیگر هنوز درگیری و جنگ ادامه دارد.[۱۸]

اما در بسیاری موارد اعضای سازمان ملل در مورد نیل به اهداف قطعنامه‌های شورای امنیت و اجرای الزامی آن‌ها موضع انفعالی اتخاذ کرده‌اند؛ مثلاً عراق از ۲۸ ژوئن ۱۹۹۱ به این سو ۱۷ مورد از قطعنامه‌های شورای امنیت را نقض کرده و تحریم‌های اقتصادی سازمان ملل را دور زده است. تقریباً به مدت یک دهه است که اسرائیل قطعنامه توقف شهرک‌سازی در کرانه باختری و غزه را نادیده می‌گیرد. این شکست‌ها ریشه در ماهیت بین دولتی سازمان ملل دارد. چرا که در غالب موارد باید تمام ۱۹۱ کشور عضو به اجماع برسند حتی گاهی وقتی که اقدامات با رأی ۱۰ عضو شورای امنیت به تصویب می‌رسند دبیر خانه از تأمین منابع کامل برای انجام آن بازمی‌ماند.
مهم‌ترین موارد شکست مأموریت‌های سازمان ملل عبارت بوده‌اند از:
- شکست در ممانعت از نسل‌کشی رواندا در سال ۱۹۹۴ که منجر به مرگ حدود یک میلیون نفر شد و علت آن عدم تصویب اقدام نظامی الزامی از سوی شورای امنیت بود.[۱۹]
- شکست MONUC در اجرای قطعنامه ۱۲۹۱ UNSC جهت مداخله مؤثر در جنگ دوم کنگو که گفته می‌شود ۵ میلیون نفر کشته بر جای گذاشت (۲۰۰۲–۱۹۹۸) (و ظاهراً هنوز درگیری در این کشور ادامه دارد) و توزیع کمکهای بشر دوستانه در این کشور جریان دارد.
- شکست در مداخله سال ۱۹۹۵ در کشتار سربرنیتسا علی‌رغم این که سازمان ملل فضای این منطقه را برای پناهندگان و ۱۰۰ نیروی حافظ صلح هلندی امن اعلام کرده بود.
- شکست در رساندن مواد غذایی به مردم قحطی زده سومالی که معمولاً مواد غذایی توسط نیروهای مسلح توقیف می‌شد. تلاش ایالات متحده سازمان ملل برای مقابله با این نیروهای نظامی منجر به جنگ موگادیشو در سال ۱۹۹۳ گردید.
- تجاوزهای جنسی توسط نیروهای حافظ صلح سازمان ملل – همواره جمعی از نیروهای حافظ صلح سازمان ملل از ملیت‌های مختلف بخاطر تجاوزات جنسی و تعدی به دختران به کشورهای تابعه مسترد شده‌اند. معمولاً در هر مأموریت، ۸ مورد از این مسایل با وجود اقدامات نظارتی و کنترلی داخلی دفاتر سازمان ملل روی داده‌اند.[۲۰][۲۱]

حداقل در ۵ کشوری که سازمان ملل در آن‌ها حضور داشته یعنی جمهوری دموکراتیک کنگو، هائیتی، بروندی، دماغه سبز، کوته دی آِیوری و لیبریا گزارش تجاوز جنسی نیروهای حافظ صلح تأیید شده است.
 بی‌بی‌سی نیز در گزارشی تعدادی از افراد برنامه خواربار جهانی را به عنوان قانون‌شکن جنسی معرفی کرد.

### شورای امنیت
بسیاری بر این باورند که شورای امنیت سازمان ملل نمی‌تواند به روشنی و قاطعانه در برخورد با بحران‌های بین‌المللی عمل کند؛ مثلاً در مورد برنامه هسته‌ای ایران و نسل‌کشی در جنگ دارفور در سودان و همچنین جنگ داخلی سوریه. چون پنج عضو شورای امنیت حق وتو دارند در غالب موارد با یکدیگر به توافق نمی‌رسند و نمی‌توانند به تنهایی هم اقدام نمایند. اکثراً و نه همیشه این اختلافات بین ایالات متحده از یکسو و چین یا روسیه در سوی دیگر بوده است. درسایر موارد شورای امنیت با موفقیت عمل کرده است؛ مثلاً در جنگ لبنان و اسرائیل ۲۰۰۶.

### نظارت بر حقوق بشر
کمیسیون قدیمی سازمان ملل در مورد حقوق بشر در کشورهای عضو نظیر سودان و لیبی که گزارش‌های نقض حقوق بشر از آن‌ها واصل گردیده به تفحص می‌پردازد اگر چه این کشورها خود عضو کمیسیون مذکور باشند
و حتی لیبی زمانی ریاست این کمیسیون را هم بر عهده داشته است. البته این کشورها مدعی هستند که کشورهای غربی که خود متهم به استعمارگری تجاوز و بی رحمی هستند نمی‌توانند و حق ندارند در مورد اعضای کمیسیون حقوق بشر اظهار نظر نمایند.
اما در ۱۵ مارس ۲۰۰۶ مجمع عمومی قطعنامه‌ای صادر کرد و هیئت جدیدی را تحت عنوان شورای حقوق بشر سازمان ملل جایگزین کمیسیون مذکور نمود. قوانین این شورا در برخورد با تخلفات کشورهای عضو اعم از صلح یا حقوق جهانی بشر و عدول از اصول دموکراسی شدیدتر و صریح تر بود و حتی جهت حاکمیت اصل دموکراسی بر شورا مقرر شد نمایندگان کشورهای بیشتری در آن عضویت یابند و از ۵۳ کشور قبلی به نصف ۱۹۲ عضو مجمع عمومی افزایش یافت.
۴۷ عضو جدید طی انتخابات ۹ می ۲۰۰۶ به این شورا اضافه شد و حتی کشورهایی که گزارش ضعف حقوق بشر در آن‌ها وجود دارد مثل چین، کوبا، پاکستان، روسیه، عربستان سعودی و آذربایجان هم در آن انتخاب شدند. البته چند کشور هم در این انتخابات رأی نیاوردند.
- کشورهای سوریه، کره شمالی، بلاروس و برمه حق کاندیداتوری نیافتند.
- چند کشور که پیشتر عضو کمیسیون بودند مثل زیمبابوه، سودان، نپال و لیبی نیز در انتخابات شرکت داده نشدند.
- کشورهای ایران، ونزوئلا، تایلند، عراق و قرقیزستان نیز به اندازه کافی رأی نیاوردند.

در اثر تغییراتی که در عضویت کمیسیون و شورا حاصل شد مقرر شد تعداد اعضای شورای جدید کمتر از نصف کل اعضای مجمع عمومی نباشد.

### ضعف بوروکراسی
سازمان ملل متهم است که از نظام بوروکراسی کار آمدی برخوردار نیست و بیش از حد درگیر بروکراسی شده است. در دهه ۱۹۹۰ ایالات متحده که همواره بزرگ‌ترین عضو سازمان ملل بوده با اعتراض به همین ناکار آمدی از انجام تعهدات خود در قبال سازمان سرباز زد؛ و پرداخت دیون خود را منوط به اصلاحات نمود. در سال ۱۹۴۴ دفتر (OIOS) برای نظارت مؤثر بر بروکراسی سازمان تأسیس شد.
مجمع عمومی طرح اصلاح ساختار سازمان ملل را در اختیار دارد که هنوز به تصویب نرسیده است.

### رسوایی برنامه نفت در برابر غذا
در سال ۱۹۹۶ سازمان ملل این برنامه را ارائه داد تا به عراق اجازه فروش نفت در بازار جهانی را پیدا کند و به جای پول غذا و دارو و دیگر مایحتاج انسانی را برای شهروندان غیرنظامی که با محرومیت و تحریم‌های اقتصادی بین‌المللی مواجه شده بودند تأمین نماید و به هیچ وجه اجازه بازسازی ساختارهای نظامی را به دولت عراق ندهند. ساختارهای نظامی این کشور در جنگ اول خلیج فارس متحمل خسارات سنگین شده بود. در پی فساد مسئولان اجرای برنامه و سوء استفاده‌های مالی آنان اجرای این پروژه به تعلیق درآمد. مدیر قبرسی برنامه، بنون سیوان، ابتدا از کار برکنار شد و سپس از سازمان ملل استعفا داد پاول ولکر در یک گزارش انتشار یافته توسط سازمان ملل interim progress report اعلام کرد که وی خود به سوء استفاده و همکاری با دولت وقت عراق اذعان نموده و پیشنهاد داد برای محاکمه وی، مصونیت قضایی وی را با کنار گذاشتنش از سازمان ملل باطل کنند.
تحت نظارت سازمان ملل ۶۰ میلیارد دلار نفت عراق به بازار جهانی عرضه شد و رسماً ۴۶ میلیارد دلار صرف برنامه شد باقی این مبلغ هم صرف جبران خسارات جنگ خلیج فارس و نیز تأمین بودجه سازمان ملل ۲/۲ درصد و مأموریت (کمیسیون ویژه سازمان ملل بررسی بازرسی تسلیحاتی در عراق گردید (۸/۰درصد).
پسر کوفی عنان، کوجو عنان نیز در این رسوایی دست داشت و متهم شد که در قرار دادهای مربوط به نفع شرکت سوئیسی کوتکنا وارد عمل شده است وزیر امور خارجه هند ناتوار سینگ نیز بخاطر دخالت در این سوء استفاده از کار برکنار شد.
دولت استرالیا در نوامبر ۲۰۰۵ نیز به بررسی‌های گسترده‌ای پرداخت تا مشخص سازد که هیئت گندم استرالیا (AWB) نیز در این فساد دست داشته یا خیر. در نتیجه معلوم شد که این هیئت جهت انعقاد قرارداد با شرکت واسطه موسوم به آلیا مبلغ ۳۰۰ میلیون دلار به صدام رشوه داده است. نخست‌وزیر استرالیا جان هووارد، معاون نخست‌وزیر مارک وایل و وزیر امور خارجه الکساندر داونر هرگونه اطلاع از ماجرای سوء استفاده را تکذیب کردند و بازجویی‌ها از پذیرش اتهامات سر باز زدند. بعدها مقرر شد تا سازمان ملل با اعمال فشار بیشتر بر دولت استرالیا آن‌ها را وادار به تحقیقات گسترده‌تر نمایند. قرار بوده است در ۲۴ نوامبر سال ۲۰۰۶ نتیجه تحقیقات اعلام شود.

## سیاست پرسنلی
سازمان ملل و آژانس‌های آن در کشورهای عملیات مصونیت حقوقی دارند و تمام امور کاری و استخدامی و روزهای تعطیل و طرح‌های پرسنلی و بیمه سلامت و عمر حقوق و هزینه کردها و شرایط گوناگون حرفه‌ای ایشان در چارچوب قوانین سازمان ملل و مقررات مربوط اداره می‌شوند. چنین استقلالی به آژانس‌های سازمان ملل امکان می‌دهد سیاست‌های منابع انسانی خود را عملی سازد اگر چه با قوانین کشور میزبان یا کشور عضو سازمان ملل مغایرت داشته باشد مثلاً کسی که مشمول مقررات استخدامی کشور سوئیس است نمی‌تواند به استخدام سازمان بین‌المللی کار (ILO) درآید مگر اینکه از اتباع کشورهای عضو ILO باشد.

## فرهنگ عام حاکم بر سازمان ملل
در مدارس سراسر دنیا آموزش درسی به نام الگوی سازمان ملل رو به عمومی‌شدن نهاده است. الگوی سازمان ملل دانش آموزان را با الگوی شبیه‌سازی شده یک نهاد خاص سازمان ملل آشنا می‌سازد. برای مثال با شورای اقتصادی و اجتماعی کمیته اقتصادی و مالی مجمع عمومی یا کمیته اجرایی یونیسف، بدین ترتیب سعی می‌شود آنان را با مهارت‌های عمومی و دیپلماسی آشنا کنند.
مفهوم سازمان ملل به عنوان یک سازمان دولتی جهانی، ایده‌های بسیاری را در مورد دولت جهانی و دموکراسی جهانی مطرح ساخته است. همچنین سازمان ملل سوژه مهمی در مورد تئوریهای توطئه می‌باشد.

## ارکان سازمان ملل متحد
- مجمع عمومی.
- شورای امنیت.
- شورای اقتصادی و اجتماعی.
- شورای قیمومت (از اول نوامبر ۱۹۹۴ فعالیت نمی‌کند) و به جای آن شورای حقوق بشر فعالیت می‌کند.
- دبیرخانه.
- دیوان بین‌المللی دادگستری.[۳۲][۳۳]

## سازمان‌های وابسته
علاوه بر شش رکن اصلی، سازمان ملل متحد نهادها و برنامه‌های دیگری را نیز پوشش می‌دهد. از شناخته شده‌ترین این نهادها یونسکو، یونیسف و کمیساریای عالی سازمان ملل برای پناهندگان است.